# Kelley Hurley
Pour les articles homonymes, voir Hurley.
Kelley Anne Hurley, née le 4 avril 1988 à Houston, est une escrimeuse américaine spécialiste de l'épée.

## Carrière
Elle est médaillée de bronze en épée par équipes aux Jeux olympiques de Londres en 2012 avec Maya Lawrence, Susie Scanlan et sa sœur Courtney Hurley.